# A-135反弹道导弹系统

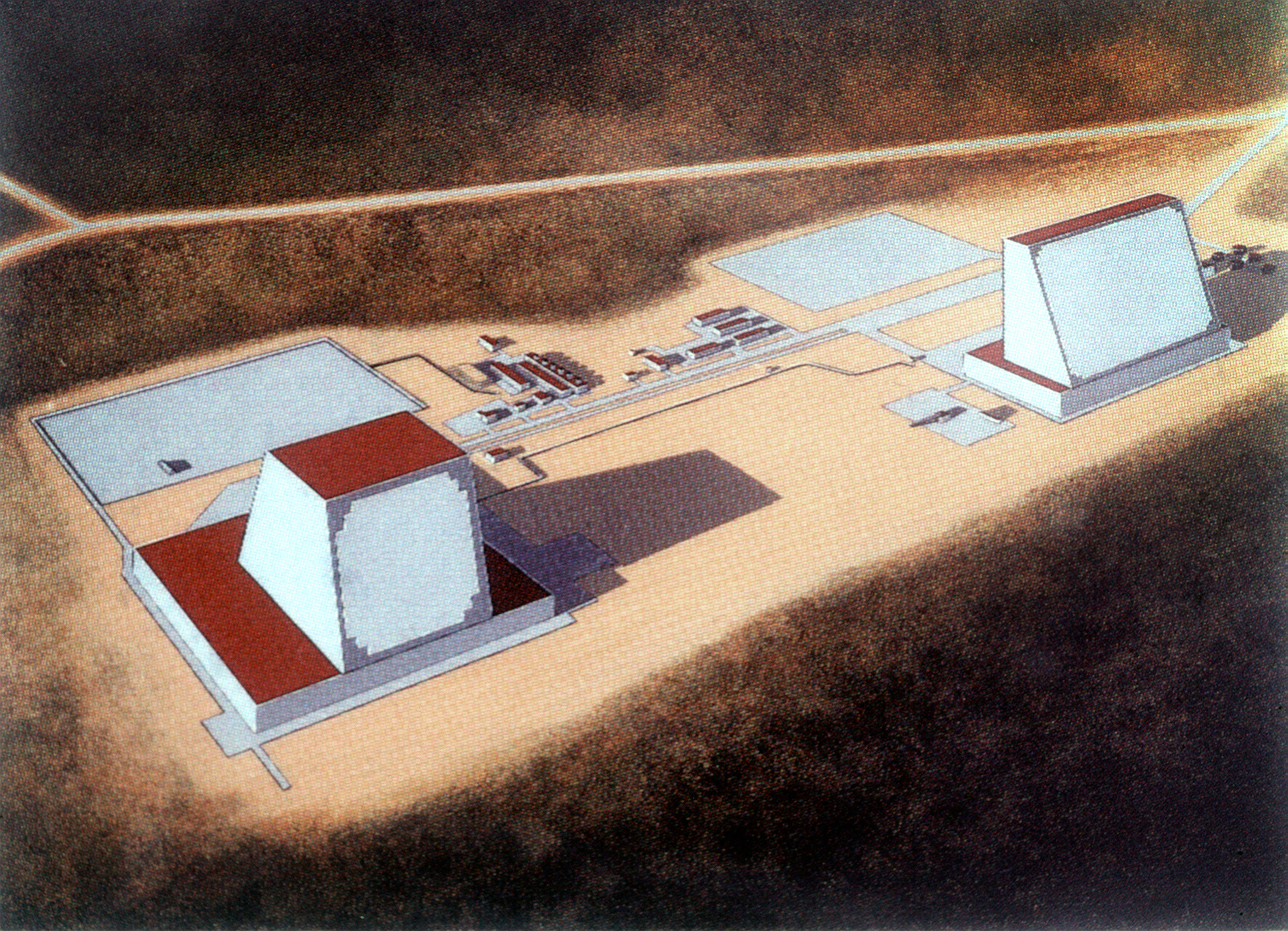
整套A-135的設計圖

A-135（又称ABM-3，Anti-Ballistic Missile）反弹道导弹系统，是前苏联／俄罗斯部署在莫斯科附近区域的一套复合反彈道飛彈系统，设计目的是保护莫斯科及其附近区域免遭敌方洲际弹道导弹袭击，但不是全国性防御。
A-135於1989年宣布成軍，一共有7處發射基地，其中5處是新建造，兩處是由蘇聯第一代反彈道飛彈ABM-1（俄國編號A-35/A-35M）Galosh（橡皮套鞋）飛彈發射陣地改建。1995年初整套系統進入警戒狀態，開始運作。系統建成時一共部署100枚飛彈，符合反彈道飛彈條約中的規定，這些飛彈又分成兩類：36枚射程較遠的51T6攔截彈，北約編號SH-11 Gorgon（蛇髮女妖）；與64枚射程較短的53T6攔截彈，北約編號SH-08 Gazelle（瞪羚）。
由於設計時技術條件的限制，這兩种飛彈的彈頭均為約10,000噸當量的AA-84型戰術熱核彈頭，從而不需要非常精確的制導即可摧毀來襲彈頭，這與當今流行的直接踫撞殺傷攔截彈頭有很大區別。但是根據一些公開新聞報導資料，53T6飛彈現在可能改爲使用傳統彈頭，而非過去的核子彈頭作為攔截的手段，以降低對於地面被保護目標的傷害；而51T6飛彈則已經過期退役。